# Tizenhétszögszámok
A tizenhétszögszámok a figurális számokon belül a sokszögszámok közé tartoznak. Az n-edik tizenhétszögszám, Tn a közös csúcsból rajzolt, legfeljebb n pont oldalhosszúságú szabályos tizenhétszögek körvonalai egymástól különböző pontjainak száma. 
Az n-edik tizenhétszögszám általánosan a következő képlettel adható meg:
{\displaystyle T_{n}={\frac {n(15n-13)}{2}}\quad (n>0)}.
Az első néhány tizenhétszögszám:
1, 17, 48, 94, 155, 231, 322, 428, 549, 685, 836, 1002, 1183, 1379, 1590, 1816, 2057, 2313, 2584, 2870, 3171, 3487, 3818, 4164, 4525, 4901, 5292, 5698, 6119, 6555, 7006, 7472, 7953, 8449, 8960, 9486, 10027, 10583, 11154, 11740, 12341, … (A051869 sorozat az OEIS-ben)

## Párosság
A tizenhétszögszámok párossága a páratlan-páratlan-páros-páros mintát követi.

## Tesztelés tizenhétszögszámokra
Az n-edik tizenhétszögszám, {\displaystyle x_{n}} képletét n-re megoldva a következő képletet kapjuk:
{\displaystyle n={\frac {{\sqrt {120x+169}}+11}{30}}.}
Tetszőleges x szám tizenhétszögszám mivolta tesztelhető a fenti képletbe való behelyettesítéssel. Ha n egész számra jön ki, akkor x az n-edik tizenhétszögszám. Ha n nem egész szám, akkor x nem tizenhétszögszám.
Ez egyben tekinthető x tizenhétszöggyöke kiszámításának is. 